# Râul Valea Fundurilor
Râul Valea Fundurilor este un curs de apă, afluent al râului Valea cu Apă. 